# Флавія Доміцилла
Флавія Доміцилла Старша (лат. Flavia Domitilla maior; ? —  перед 69 р.) — перша дружина римського імператора Веспасіана.
За Светонієм отримала римське громадянство лише після судового процесу, у якому Флавій Лібералій з Ферентіума — який був писарем квестора, признав себе її батьком. Веспасіан одружився з нею у 38 році. Флавія Доміцилла Старша була матір'ю Флавії Доміцилли Молодшої та двох   римських імператорів Тіта і Доміціана. 
Однак вона померла не побачивши ні свого чоловіка ні дітей у статусі імператорів Римської імперії. Після її смерті Веспасіан співжив з Антонією Кеніс.